# Hesperusbahnen

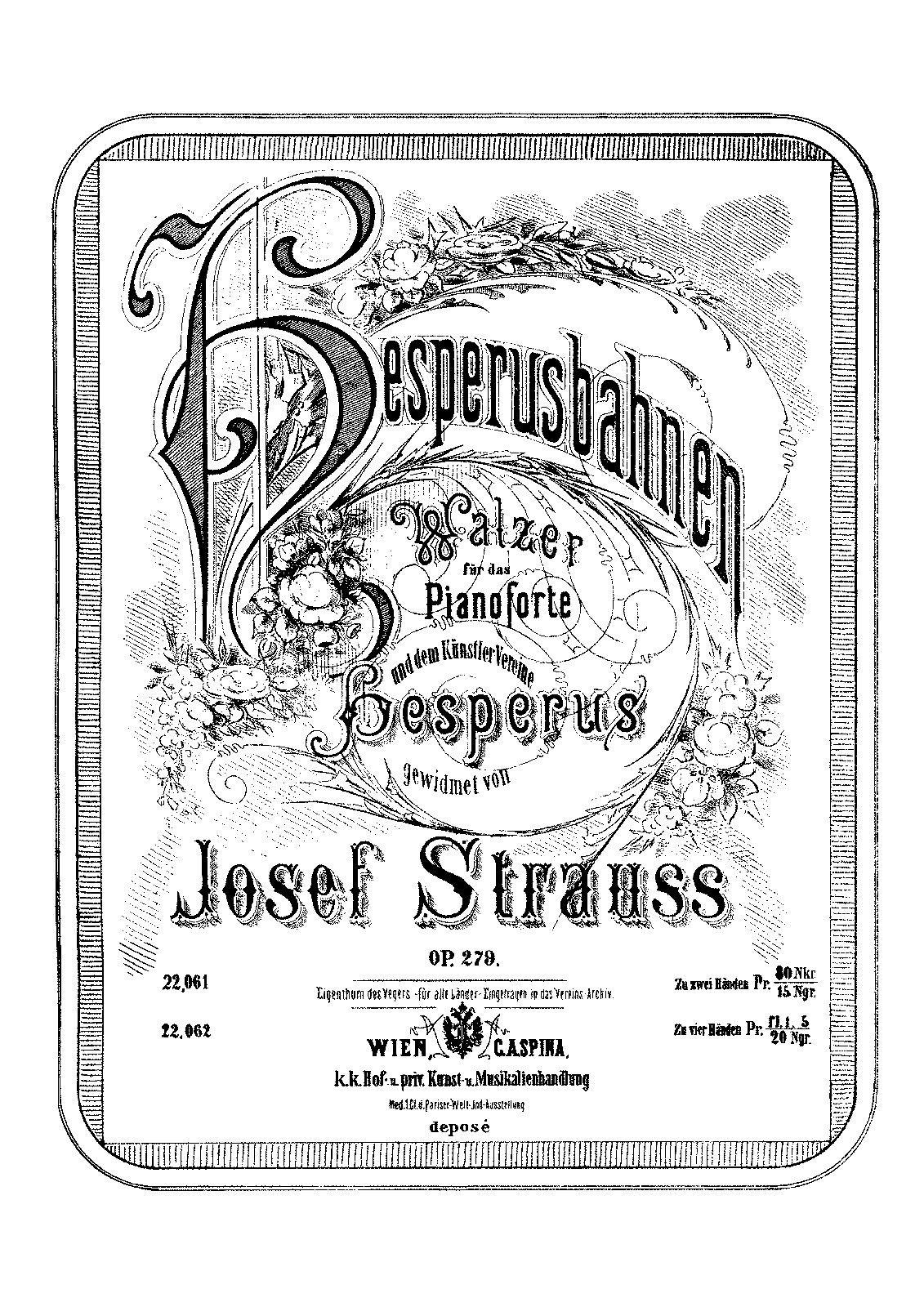
Immagine di copertina della partitura per pianoforte.

Hesperusbahnen (Percorsi di Hesperus) op. 279 è un valzer viennese composto da Josef Strauss.
Fu eseguito per la prima volta al Musikverein il 4 aprile 1870. Il brano fa riferimento sia all'orbita di Venere che alla storia dell'associazione artistica viennese "Hesperus", a cui è dedicato.
Strauss morì improvvisamente tre mesi dopo la prima. Pertanto, questo valzer è anche chiamato l'ultimo capolavoro di Josef Strauss.